# Pedro José Agrelo
Pedro José Agrelo (Buenos Aires, Gobernación del Río de la Plata, 28 de junio de 1776-Montevideo, Uruguay, 23 de julio de 1846) fue un jurisconsulto y político argentino. 
Entre otras cosas se destacó por haber sido presidente de la Asamblea Constituyente de 1813 y autor del Proyecto de Constitución Argentina de ese año.

## Biografía
Estudió en el Real Colegio de San Carlos y en la Universidad Mayor Real y Pontificia San Francisco Xavier de Chuquisaca, donde se graduó en derecho en 1804. Fue juez Real subdelegado en Tupiza, pero debido a intrigas por los sucesos de Santiago de Cotagaita tuvo que abandonar el cargo en 1809 y retornar a Buenos Aires.
En 1811 fue designado redactor del periódico "La Gazeta de Buenos Ayres", donde pasó momentos de gran violencia al enemistarse con los españoles que permanecían leales a la Corona Española.
Fue miembro de la Sociedad Patriótica y actuó como Fiscal de Cámara y Juez Comisionado para Bienes Extraños y Cobro de Contribuciones. En 1812 se le designó miembro de la Comisión Extraordinaria de Justicia.
Actuó como juez sumariante en la fracasada conspiración de Martín de Álzaga, proveyendo a Bernardino Rivadavia la base legal para la ejecución del español leal a la Corona Española.
Fue miembro de la Asamblea Constituyente de 1813, donde fue autor del Proyecto de Constitución Argentina y del decreto que creaba la primera acuñación de moneda con el Escudo Nacional, resolviendo que se acuñaran de oro y plata. El 1 de abril de 1813 fue nombrado presidente de dicha Asamblea. 
Por expresarse con vehemencia contra el director Supremo Juan Martín de Pueyrredón se lo deportó en 1817 a Estados Unidos con Manuel Moreno, Vicente Pazos Kanki, el coronel Manuel Dorrego y otros opositores, acusado de conspirar contra la seguridad del estado. De regreso en el país continuó con sus críticas, por lo que se lo hizo prisionero en la cárcel de la isla Martín García.
En septiembre de 1820 se le nombró Asesor de Gobierno de la Provincia de Buenos Aires, durante el mandato de Martín Rodríguez pero tuvo que ser reemplazado por el Dr. Miguel Mariano de Villegas en 1823 hasta 1824, siendo el último en ocupar ese cargo hasta que fue restaurada la Asesoría, en 1829.
A fines de 1823 fue designado profesor titular de Economía Política en la Universidad de Buenos Aires comenzando con el dictado de esa materia al año siguiente. Fue el primer profesor de esa asignatura, incluida en el plan de estudios de abogacía. Su orientación seguía las ideas económicas de la época, adoptando como texto recomendado a los estudiantes los Elementos de Economía Política de James Mill publicado en 1821 en Londres. En 1925 le sucedió en la cátedra Dalmacio Vélez Sarsfield.
En 1834 publicó el Memorial Ajustado y su apéndice sobre las relaciones entre la Iglesia y el Estado, lo que le valió el título de Campomanes argentino.
Obligado a emigrar a Montevideo en 1834 durante el gobierno de Juan Manuel de Rosas, ejerció la abogacía y vivió con gran pobreza hasta su fallecimiento en 1841.